# Liste de localités au Nunavut
Communautés du territoire du Nunavut, au Canada

## Localités habitées

### Liste
| Nom de la localité  | Nom de la localité | Nom de la localité | Nom de la localité | Région      | Population | Population | Population | Population | Population | Localisation                  | F. | Observations                 |
| Nom officiel        | anglais            | inuktitut          | inuinnaqtun        | Région      | 1981       | 1991       | 2001       | 2011       | 2016       | Localisation                  | F. | Observations                 |
| ------------------- | ------------------ | ------------------ | ------------------ | ----------- | ---------- | ---------- | ---------- | ---------- | ---------- | ----------------------------- | -- | ---------------------------- |
| Apex                |                    | Niaqunngut         |                    | Qikiqtaaluk |            |            |            |            |            | 63° 43′ 47″ N, 68° 26′ 48″ O  |    | Localité rattachée à Iqaluit |
| Arctic Bay          |                    | Ikpiarjuk          |                    | Qikiqtaaluk | 375        | 543        | 645        | 823        | 868        | 73° 02′ 11″ N, 85° 09′ 09″ O  |    |                              |
| Arviat              | Eskimo Point       |                    |                    | Kivalliq    | 1 022      | 1 323      | 1 899      | 2 318      | 2 657      | 61° 06′ 29″ N, 94° 03′ 25″ O  |    |                              |
| Baker Lake          |                    | Qamani'tuaq        |                    | Kivalliq    | 954        | 1 186      | 1 507      | 1 872      | 2 069      | 64° 19′ 05″ N, 96° 01′ 03″ O  |    |                              |
| Cambridge Bay       |                    | Iqaluktutiaak      | Iqaluktuuttiaq     | Kitikmeot   | 815        | 1 116      | 1 309      | 1 608      | 1 766      | 69° 07′ 02″ N, 105° 03′ 11″ O |    | Chef-lieu du Kitikmeot       |
| Chesterfield Inlet  |                    | Igluligaarjuk      |                    | Kivalliq    | 249        | 316        | 345        | 313        | 900        | 63° 20′ 27″ N, 90° 42′ 22″ O  |    |                              |
| Clyde River         |                    | Kanngiqtugaapik    |                    | Qikiqtaaluk | 443        | 565        | 785        | 934        | 1 053      | 70° 28′ 26″ N, 68° 35′ 10″ O  |    |                              |
| Coral Harbour       |                    | Salliit/Salliq     |                    | Kivalliq    | 429        | 578        | 712        | 834        | 891        | 64° 08′ 13″ N, 83° 09′ 51″ O  |    |                              |
| Gjoa Haven          |                    | Uqsuqtuuq          |                    | Kitikmeot   | 523        | 783        | 960        | 1 279      | 1 324      | 68° 37′ 33″ N, 95° 52′ 30″ O  |    |                              |
| Grise Fiord         |                    | Aujuittuq          |                    | Qikiqtaaluk | 106        | 130        | 163        | 130        | 129        | 76° 25′ 03″ N, 82° 53′ 38″ O  |    |                              |
| Igloulik / Igloolik |                    | Iglulik            |                    | Qikiqtaaluk | 746        | 936        | 1 286      | 1 454      | 1 744      | 69° 22′ 34″ N, 81° 47′ 58″ O  |    |                              |
| Iqaluit             | Frobisher Bay      |                    |                    | Qikiqtaaluk | 2 333      | 3 552      | 5 236      | 6 699      | 7 740      | 63° 44′ 55″ N, 68° 31′ 11″ O  |    | Capitale du Nunavut          |
| Kimmirut            | Lake Harbour       |                    |                    | Qikiqtaaluk | 252        | 365        | 433        | 455        | 389        | 62° 50′ 48″ N, 69° 52′ 07″ O  |    |                              |
| Kinngait            | Cape Dorset        |                    |                    | Qikiqtaaluk | 784        | 961        | 1 148      | 1 363      | 1 441      | 64° 13′ 54″ N, 76° 32′ 25″ O  |    |                              |
| Kugaaruk            | Pelly Bay          | ou Arviligjuaq     |                    | Kitikmeot   | 257        | 409        | 605        | 771        | 933        | 68° 31′ 59″ N, 89° 49′ 36″ O  |    |                              |
| Kugluktuk           | Coppermine         |                    | Qurluktuk          | Kitikmeot   | 809        | 1 059      | 1 212      | 1 450      | 1 491      | 67° 49′ 32″ N, 115° 05′ 42″ O |    |                              |
| Naujaat             | Repulse Bay        |                    |                    | Kivalliq    | 1 109      | 1 706      | 2 177      | 2 577      | 2 842      | 66° 31′ 19″ N, 86° 14′ 06″ O  |    |                              |
| Pangnirtung         |                    | ou Pangniqtuuq     |                    | Qikiqtaaluk | 839        | 1 135      | 1 276      | 1 425      | 1 481      | 66° 08′ 52″ N, 65° 41′ 58″ O  |    |                              |
| Pond Inlet          |                    | Mittimatalik       |                    | Qikiqtaaluk | 705        | 974        | 1 220      | 1 549      | 1 617      | 72° 41′ 57″ N, 77° 57′ 33″ O  |    |                              |
| Qikiqtarjuaq        | Broughton Island   |                    |                    | Qikiqtaaluk | 378        | 461        | 519        | 520        | 598        | 67° 33′ 29″ N, 64° 01′ 29″ O  |    |                              |
| Rankin Inlet        |                    | Kangiqtiniq        |                    | Kivalliq    | 352        | 488        | 612        | 945        | 1 082      | 62° 48′ 35″ N, 92° 05′ 58″ O  |    | Chef-lieu du Kivalliq        |
| Resolute            | ou Resolute Bay    | Qausuittuq         |                    | Qikiqtaaluk | 168        | 171        | 215        | 214        | 198        | 74° 41′ 51″ N, 94° 49′ 56″ O  |    |                              |
| Sanikiluaq          |                    |                    |                    | Qikiqtaaluk | 383        | 526        | 684        | 812        | 882        | 56° 32′ 34″ N, 79° 13′ 30″ O  |    |                              |
| Sanirajak           | Hall Beach         |                    |                    | Qikiqtaaluk | 349        | 526        | 609        | 736        | 848        | 68° 46′ 38″ N, 81° 13′ 27″ O  |    |                              |
| Taloyoak            | Spence Bay         | ou Talurjuaq       |                    | Kitikmeot   | 431        | 580        | 720        | 899        | 1 029      | 69° 32′ 13″ N, 93° 31′ 36″ O  |    |                              |
| Whale Cove          |                    | Tikiraqjuaq        |                    | Kivalliq    | 431        | 580        | 720        | 899        | 1 029      | 62° 10′ 22″ N, 92° 34′ 46″ O  |    |                              |

F. : Fiche de présentation de Travel Nunavut.

### Localisation
| \| 1000 km1:46 100 000 Capitale nationale Capitale du territoire ville importante ville moyenne autres \| Iqaluit Arctic Bay Kinngait Clyde River Grise Fiord Sanirajak Igloulik Kimmirut Pangnirtung Pond Inlet Qikiqtarjuaq Resolute Sanikiluaq Nanisivik Alert Eureka Bathurst · Inlet Ikaluktutiak Gjoa · Haven Kugaaruk Kugluktuk Taloyoak Arviat Qamani'tuaq Chesterfield Inlet Coral Harbour Kangiqtiniq Naujaat Whale Cove |
| 1000 km1:46 100 000 Capitale nationale Capitale du territoire ville importante ville moyenne autres |

## Localités inhabitées et établissement divers
| Nom de la localité | Nom de la localité | Nom de la localité | Nom de la localité | Région      | Population | Population | Population | Population | Population | Localisation                  | Observations                                    |
| Nom officiel       | anglais            | inuktitut          | inuinnaqtun        | Région      | 1981       | 1991       | 2001       | 2011       | 2016       | Localisation                  | Observations                                    |
| ------------------ | ------------------ | ------------------ | ------------------ | ----------- | ---------- | ---------- | ---------- | ---------- | ---------- | ----------------------------- | ----------------------------------------------- |
| Alert              |                    |                    |                    | Qikiqtaaluk |            |            |            |            | 70         | 82° 30′ 06″ N, 62° 20′ 53″ O  | Base militaire et station météo                 |
| Amadjuak           |                    |                    |                    | Qikiqtaaluk |            |            |            |            | 0          | 64° 01′ 02″ N, 72° 38′ 54″ O  | Ancien établissement                            |
| Bathurst Inlet     |                    | Kingoak            | Qingaut            | Qikiqtaaluk | 20         | 18         | 5          | 0          | 0          | 66° 50′ 00″ N, 108° 02′ 00″ O | Localité abandonnée                             |
| Bernard Harbour    |                    | Nulahugiuq         |                    | Qikiqtaaluk |            |            |            |            | 0          | 68° 52′ 31″ N, 114° 30′ 06″ O | Ancien établissement                            |
| Craig Harbour      |                    |                    |                    | Qikiqtaaluk |            |            |            |            | 0          | 76° 12′ 00″ N, 81° 01′ 00″ O  | Établissement abandonné                         |
| Eureka             |                    |                    |                    | Qikiqtaaluk |            |            |            |            | 8          | 79° 59′ 20″ N, 85° 56′ 27″ O  | Base de recherche et station météo              |
| Fort Conger        |                    |                    |                    | Qikiqtaaluk |            |            |            |            | 0          | 81° 43′ 00″ N, 64° 43′ 00″ O  | Ancienne base militaire et station de recherche |
| Iglunga            |                    | ou Iglungayut      |                    | Qikiqtaaluk |            |            |            |            | 0          | 66° 16′ 00″ N, 67° 09′ 00″ O  | Ancien établissement                            |
| Isachsen           |                    |                    |                    | Qikiqtaaluk |            |            |            |            | 0          | 78° 47′ 10″ N, 103° 31′ 00″ O | Ancienne station météo                          |
| Killiniq           | Port Burwell       |                    |                    | Qikiqtaaluk |            |            |            |            | 0          | 60° 25′ 00″ N, 64° 50′ 00″ O  | Localité abandonnée                             |
| Kivitoo            |                    |                    |                    | Qikiqtaaluk |            |            |            |            | 0          | 67° 56′ 00″ N, 64° 52′ 00″ O  | Ancien établissement                            |
| Nanisivik          |                    |                    |                    | Qikiqtaaluk | 261        | 294        | 77         | 0          | 0          | 73° 02′ 00″ N, 84° 33′ 00″ O  | Ancien site minier                              |
| Port Burwell       |                    |                    |                    | Qikiqtaaluk |            |            |            |            | 0          | 60° 25′ 00″ N, 64° 49′ 00″ O  | Ancien établissement                            |
| Umingmaktok        | Bay Chimo          |                    | Umingmaktuuq       | Kitikmeot   | 60         | 53         | 5          | 5          | 0          | 67° 41′ 56″ N, 107° 55′ 27″ O | Localité abandonnée                             |

## Autres localités ou établissements

### Statistique Canada
Des localités ou établissements, pour la plupart aujourd'hui inhabitée, ont été repérés par Statistique Canada sous les vocables Baffin, Unorganized, Keewatin, Unorganized et Kitikmeot, Unorganized :
- Achiwapaschikisit
- Alert
- Alexandra Fiord (en)
- Amadjuak
- Aquiatulavik Point
- Cape Dyer
- Cape Smith (en)
- Charlton Island Depot
- Craig Harbour
- Dundas Harbour (en)
- Ennadai (en)
- Eureka
- Fort Conger
- Fort Ross (en)
- Fullerton (en)
- Hazen Camp (en)
- Isachsen
- Kekerten
- Killiniq
- Kipisa
- Kivitoo
- Lupin (en)
- Maguse River (en)
- Mikwasiskwaw Umitukap Aytakunich
- Nottingham Island
- Nuwata
- Padlei (en)
- Padloping Island
- Perry Island
- Polaris
- Port Burwell
- Read Island
- Resolution Island
- Tanquary Camp (en)
- Tavani
- Thom Bay
- Tupialuviniq
- Wager Bay (en)

### Comptoirs de la Compagnie de la Baie d'Hudson
La Compagnie de la Baie d'Hudson a disposé dans le Nunavut de nombreux comptoirs :
- Amadjuak
- Apex
- Arctic Bay
- Baker Lake
- Bathurst Inlet
- Bay Chimo (Umingmaktok)
- Belcher Islands
- Blacklead Island (en)
- Cambridge Bay
- Cape Dorset
- Charlton Island Depot
- Chesterfield Inlet
- Clyde River
- Coats Island
- Dundas Harbour (en)
- Eskimo Point (Arviat)
- Fort Hearne
- Fort Ross (en)
- Frobisher Bay (Iqaluit)
- Gjoa Haven
- Igloolik
- Kent Peninsula
- King William Island
- Kugaryuak (en)
- Lake Harbour (Kimmirut)
- Mansel Island
- Nueltin House
- Padley (en) (Padlei)
- Pangnirtung
- Pangnirtung Fox Farm
- Perry River
- Ponds Inlet
- Port Leopold
- Port Burwell (Killiniq)
- Repulse Bay
- Southampton Island
- Tavane (Tavani)
- Tree River (en)
- Wager Inlet (en) (Wager Bay)